# Ксенузіон
Xenusion auerswaldae — вид вимерлих безхребетних з групи Xenusia. Відомий за трьома зразками, знайденими в льодовикових відкладеннях на балтійському узбережжі Німеччини. Ще один зразок, знайдений незадовго після голотипу, незабаром зник безвісти. За винятком цього втраченого зразка, скам'янілості, ймовірно, походять з кальмарсундського пісковику Південної Швеції нижнього кембрію (стадії 2→3).
Зразки не дуже добре збереглися. За будовою тіла нагадує оніхофор або примітивне членистоноге. Старіший зі зразків довжиною 10 см, має довге, слабо сегментоване тіло. Уздовж тіла проходять маленькі круглі відростки, схожі на кінцівки сучасних оніхофор, але без кігтів. Голова не збереглася.

## Положення в еволюційному древі
У шарах протерозойської пори часто знаходять відбитки двох рядів ніжок якихось істот, можливо подібних до Xenusion auerswaldae. Спеціаліст з палеонтології кембрію, Андрій Юрійович Журавльов нещодавно висловив деякі погляди на еволюційне древо, зі згадкою Xenusion auerswaldae, як доказу можливості первинності істот з кінцівками на самому початку древа «Bilateria» (або навіть «Eumetazoa»), замість передбачуваних творцями гіпотези Ecdysozoa гіпотетичного червоподібного предка. Його точка зору щодо походження червоподібних тварин від істот з кінцівками, тобто регрес, недоведений, як, втім і протилежна «класична» думка, що виводить членистоногих від червоподібних (круглих червів або Scalidophora). Раніше, за підтримуваної досі деякими вченими «Целоматної гіпотези», пропонувалося членистоногих виводити від кільчастих червів. На думку Журавльова, Xenusion auerswaldae і Xenusia взагалі могли бути близькі до предкової форми двосторонньо-симетричних линяючих, а круглі та інші черви — з його точки зору вже спростили форми. Про регрес в еволюції багатоклітинних — висловлювалися ще до цього біологи В. Альошин і Петров.

## Історія знахідки
Перший науково описаний зразок знайдений Фріцом Кнутом, що копав канаву у своєму саду Зевеке (нині місто Віттсток) в містечку Пригніц. Він передав його Енн Марі фон Ауерсвальд, директору Музею Національної Історії в Пригніці, що знаходиться в цістеріанскому жіночому Монастирі Святого Гробу Господнього. Kloster Stift zum Heiligengrabe Вона ж передала їх для наукових досліджень професору Йосипу Феліксу Помпецкі, директору Геологічного-Палеонтологічного інституту та музею університету Фрідріха-Вільгельма (нині Гумбольдтський університет, Берлін). Перша знахідка поміщена в даний час в Берлінський Музей Природної Історії.
Одні з недавніх решток Xenusion auerswaldae знайдені на острові Гіддензе в 1978 році Гельгою і Горстом Дайхфуссами, а тепер перебувають у колекціях Університету ім. Мартіна Лютера, міста Галле, в Інституті Наук про Землю.